# Glenn Beck

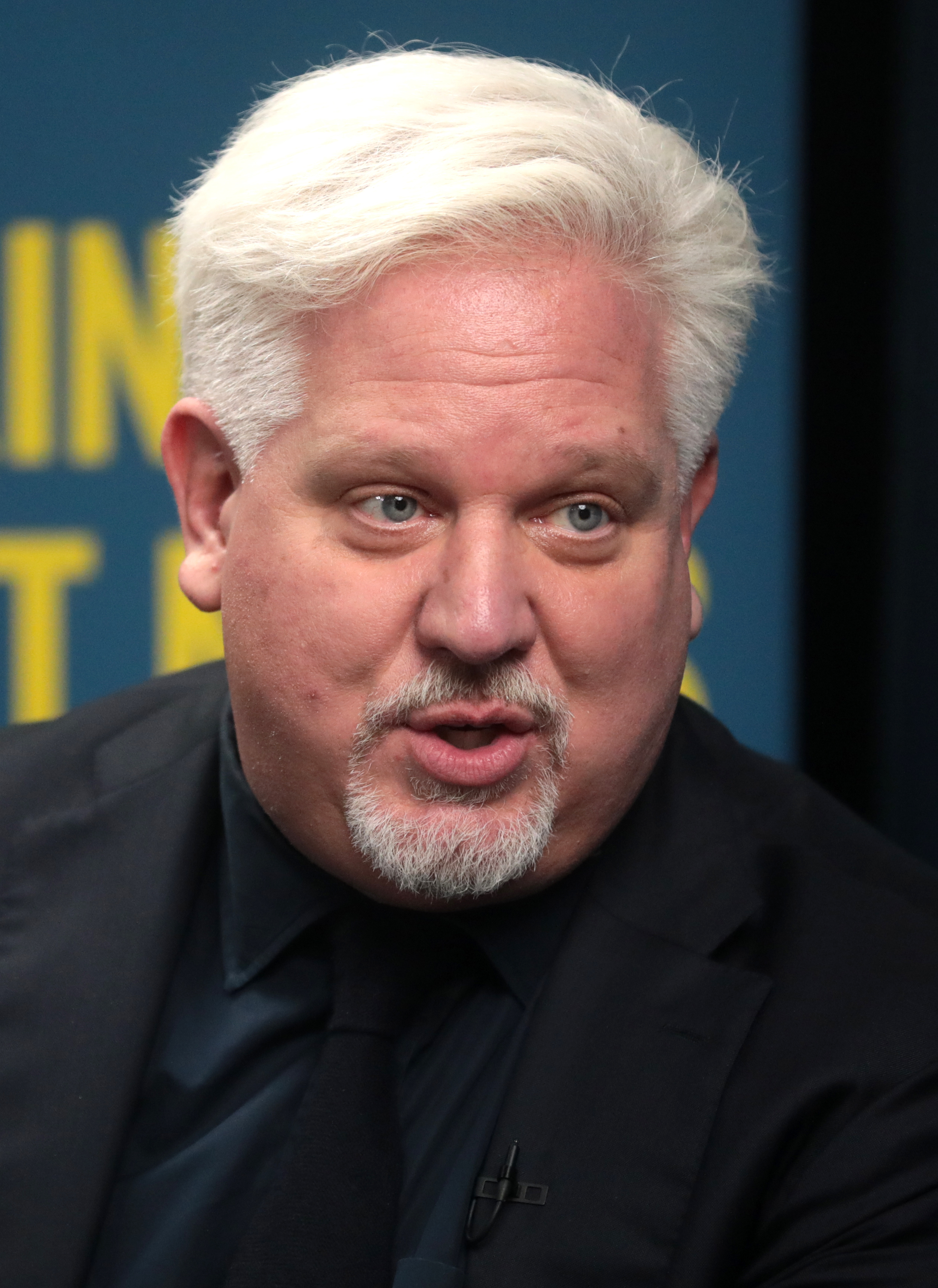
Glenn Beck, 2019

Glenn Beck (* 10. Februar 1964 in Mount Vernon, Washington) ist ein amerikanischer Talkradio- und Fernsehmoderator. Er gilt als prominenter und insbesondere bei gesellschaftspolitischen Themen strenger Konservativer. Wirtschaftlich ist er klassisch liberalen bis libertären Ansichten zuzuordnen.

## Biografie
Glenn Beck ist Nachfahre deutscher Einwanderer, die im 19. Jahrhundert in die USA ausgewandert waren. Er wuchs in einer katholischen Familie im Bundesstaat Washington auf. Zwischen dem 16. und dem 31. Lebensjahr hatte er starke Alkohol- und Drogenprobleme, die er aber nach eigener Aussage erfolgreich therapierte. 1999 konvertierte Beck zum Mormonentum. Er lebt in zweiter Ehe in Connecticut und hat vier Kinder.

### Karriere beim Radio
Nachdem er als 13-Jähriger einen Wettbewerb gewonnen hatte, trat Beck erstmals als Discjockey bei einem Sender seiner Heimatstadt Everett auf. Nach seinem Highschool-Abschluss wandte er sich direkt der Arbeit in verschiedenen Radiosendern zu.
Er moderiert unter anderen das Glenn Beck Program, eine Hörfunksendung, die in der ersten Hälfte einen längeren politischen Monolog beinhaltet, in der zweiten Hälfte folgen Dialoge mit Anrufern, meist zu den Themen Politik und Moral. Die Sendung ist mit 8,25 Millionen Zuhörern die am dritthäufigsten gehörte Radiosendung in den USA nach den Sendungen von Rush Limbaugh und Sean Hannity.

### Glenn-Beck-Fernsehshow

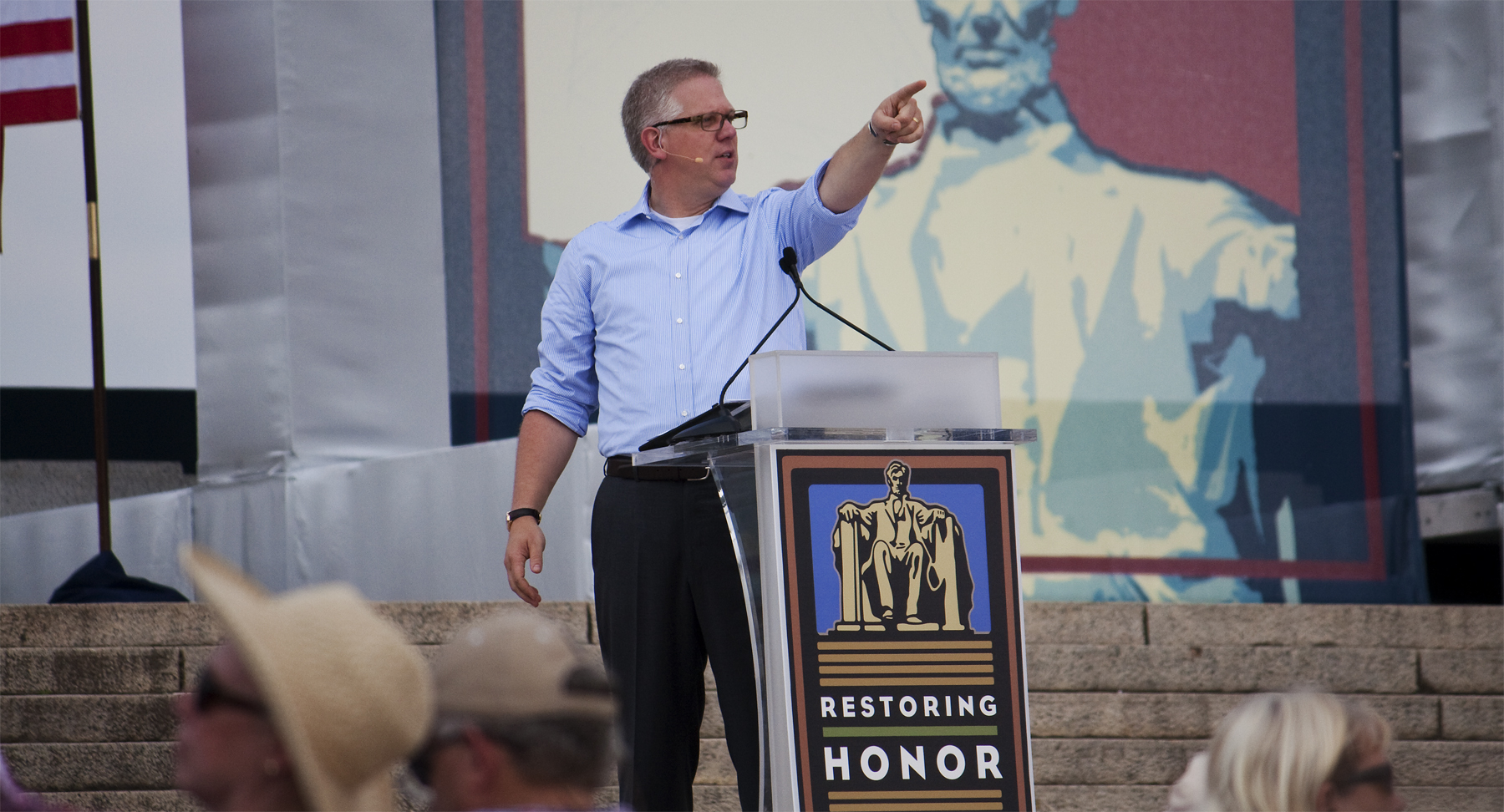
Glenn Beck bei der Restoring Honor-Rede in Washington D.C.

Die Fernsehshow Glenn Beck begann üblicherweise mit einem Monolog von Beck, der sich auf ein aktuelles Thema bezog und der dabei auch gerne mit einer Wandtafel arbeitete. Darauf folgte ein Interview mit einem politischen Kommentator, das in eine Diskussion überging.
Die Sendung wurde seit 2006 vom Fernsehsender HLN, einem Ableger von CNN, ausgestrahlt. Zum 19. Januar 2009, also einen Tag vor dem Amtsantritt von Präsident Barack Obama, wechselte Beck mit seiner Show zum Fox News Channel. Seit dem Wechsel zu Fox News hatte die Glenn-Beck-Show bis zu 3,04 Millionen Zuschauer; sie war im Schnitt die am zweithäufigsten gesehene Sendung auf Fox News nach der Sendung The O'Reilly Factor. Beck berichtete, dass Roger Ailes, Chef des Fox News Channel, Glenn Beck mit dem legendären „Alamo“ verglich. Das Land werde unter Barack Obama eine harte Zeit durchleiden und Fox News sei, so Ailes, der einzige Sender, der die Regierung anzugreifen gedenke. Ailes habe dafür jemanden gesucht, der gewillt sei, bis zum letzten Schuss vor der Kamera zu sitzen, und ihn in Beck gefunden.
Themenschwerpunkte der Show waren unter anderem:
- Die globale Erwärmung unter dem Schlagwort „The Climate of Fear“, wobei Al Gore Panikmache und das Verdrehen von Fakten vorgeworfen wurde.[5]
- Bereits in den letzten Monaten unter Präsident George W. Bush kritisierte Beck das hohe Staatsdefizit und das Bankenrettungsprogramm in der Sendung vom 15. September 2008 mit dem Titel America's Broke. Weitaus schärfer als den Republikaner Bush griff er dann allerdings den im November 2008 gewählten demokratischen Präsidenten Obama an, den er nicht selten als „Feind Amerikas“, „Kommunist“, „Nazi“ oder „Antichrist“ bezeichnete; er warf Obama wegen der Konjunkturprogramme, der Programme zur Bankenrettung und der Einführung einer gesetzlichen Krankenversicherung regelmäßig verantwortungslose Schuldenmacherei und „Sozialismus“ vor: Obama wolle die USA zu einer kommunistischen Diktatur machen.

Wie später bekannt wurde, hatte Beck 2009 von der libertären Interessengruppe FreedomWorks insgesamt über eine Million Dollar dafür erhalten, von FreedomWorks verfasste Texte in seine Monologe einzuflechten. Dadurch wurde er zu einem Star der Tea-Party-Bewegung und trug maßgeblich zur Verbreitung ihrer radikalen Positionen bei.
Im April 2011 beschloss Fox, die Show nicht zu verlängern; die letzte Sendung Glenn Beck lief am 30. Juni des Jahres. Beobachter machten weniger inhaltliche als vielmehr ökonomische Erwägungen für die Entscheidung des Senders aus: Die Show hatte zuletzt stark an Zuschauern verloren; ebenso hatten mehrere wichtige Unternehmen aufgrund der aggressiven Inhalte der Sendung ihre Werbeaufträge zurückgezogen.
Fox-News-Chef Roger Ailes nannte später Becks Unternehmertum und politischen Aktivismus als Gründe für die Absetzung, und erklärte: „Seine [Becks] Ziele unterscheiden sich von unseren Zielen... Ich brauche Leute, die auf eine tägliche Fernsehshow fokussiert sind.“
Nach dem Ende seiner Sendung gründete Beck mit GBTV einen eigenen Sender, der per Bezahlung funktioniert und nur über das Internet ausgestrahlt wird. Dieser Sender heißt mittlerweile TheBlaze („Die Flamme“).

## Politische Positionen

### Allgemein

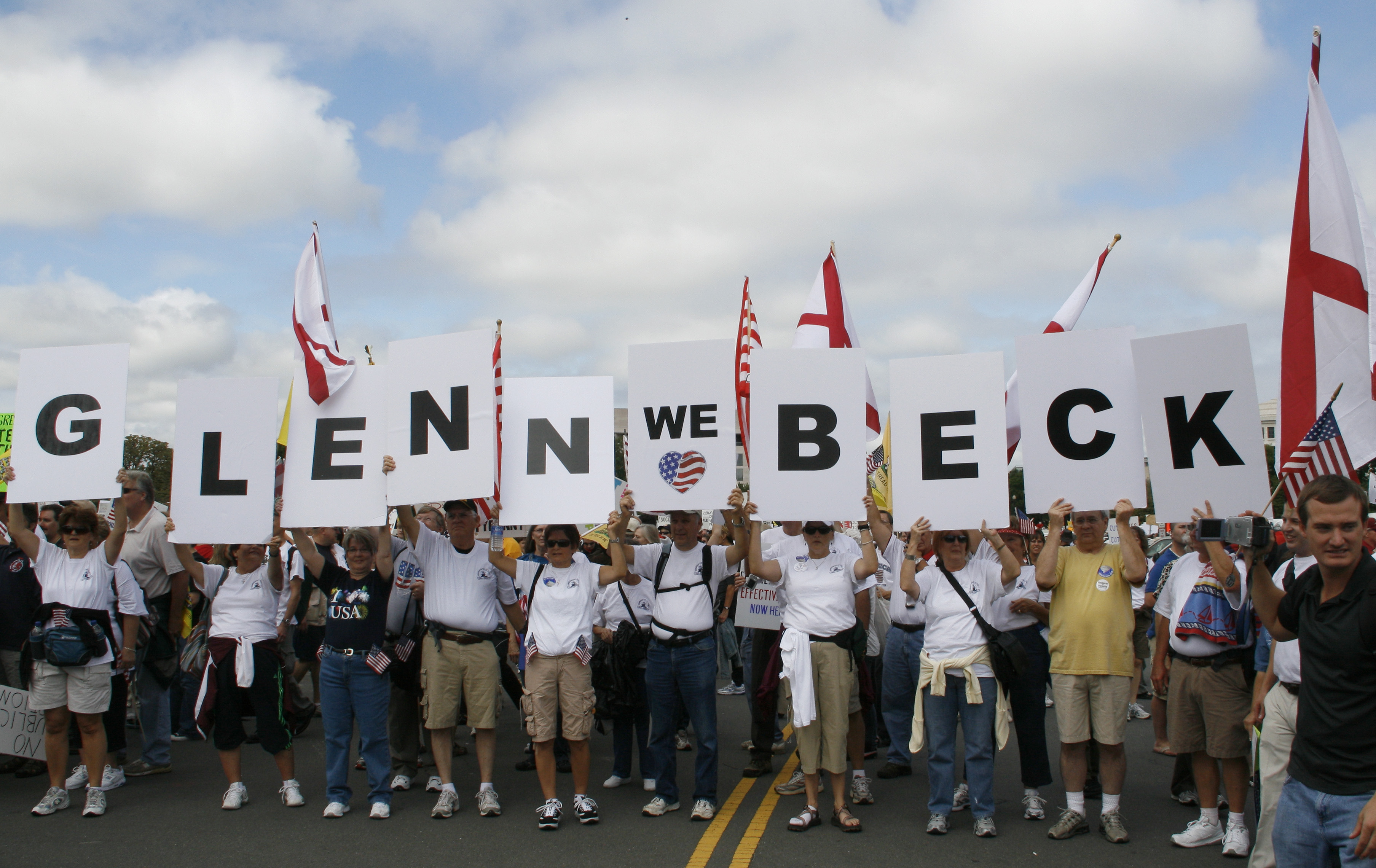
We love Glenn Beck-Schilder während einer Demonstration der Tea-Party-Bewegung

Beck sieht sich selbst als Konservativen und Libertären. Seine Leitwerte sind nach seiner eigenen Darstellung
- die Eigenverantwortlichkeit jedes Bürgers für seine ökonomische Situation;
- darauf folgend die Ablehnung des Sozialstaates (von öffentlichen Krankenversicherungen bis hin zur Obdachlosenhilfe), denn die Sorge des Staates für die Schwächeren sei Sozialismus und stehe dem Selbstbestimmungsrecht des Einzelnen entgegen;
- die Ziele der „Lebensrechtsbewegung“ („pro-life“), die Abtreibungen grundsätzlich als „Mord“ ablehnt;
- ein Minimalstaat, der kaum Steuern erhebt, nicht regulierend in die Wirtschaft eingreift, und auch keine Arbeits- und Umweltschutzvorschriften erlässt;
- konservative Werte in Hinblick auf Ehe und Familie als Eckpfeiler der Gesellschaft, wobei Beck die Gleichstellung von Homosexuellen ablehnt;
- eine niedrige Staatsverschuldung durch radikalen Abbau staatlicher Leistungen für sozial Schwache bei gleichzeitiger Senkung des Spitzensteuersatzes, da der ökonomische Erfolg der Reichen gemäß der Trickle-down-Theorie auch der restlichen Bevölkerung nütze.

Beck unterstützt das Recht auf privaten Waffenbesitz und befürwortet sogar eine noch weitere Liberalisierung des amerikanischen Waffenrechts. Er bestreitet, dass es eine vom Menschen verursachte globale Erwärmung gebe, und unterstützte die Oregon-Petition gegen das Kyoto-Protokoll. Beck bezweifelt Charles Darwins Theorie der Evolution. Er habe noch keinen „Halbaffen-Halbmenschen“ gesehen.
Barack Obama und seine Minister bezeichnete Beck in seiner Fernsehsendung wiederholt als Kommunisten im Weißen Haus, die das Land grundlegend verändern und von seinen Idealen entfremden wollten. Obamas Appelle ans Gemeinwohl verglich er zugleich mit der nationalsozialistischen Ideologie, die in Deutschland zur Errichtung von Todeslagern geführt habe. Alle Sozialgesetze, die der Kongress bisher verabschiedet habe, einschließlich des Gesetzes zur Gesundheitsreform, versteht Beck als ungerechte „Reparationsleistungen“ an Minderheiten. Die illegale Einwanderung von Latinos und Afrikanern in die USA ist für ihn ein Sicherheitsrisiko.
Im Februar 2010 hielt Beck die Keynote speech auf der Conservative Political Action Conference. 2010 äußerte er im Radio, dass er glaube, dass 10 % der Muslime weltweit Terroristen seien – was etwa 140 Millionen Terroristen entsprechen würde. Ebenfalls 2010 warb Beck für ein Buch der antisemitischen Autorin Elizabeth Dilling von 1936.
Die Revolution in Ägypten 2011 deutete Beck als eine Verschwörung „linker Kräfte“ in den Vereinigten Staaten mit arabischen Islamisten. Ziel der Verschwörung sei die Errichtung eines Kalifats im Nahen und Mittleren Osten. Babylon solle demnach von Sozialisten und Islamisten zu einem „Sitz des Bösen“ gemacht werden.
Im Jahre 2011 zeichnete ihn die Zionist Organization of America als ersten Preisträger mit dem Defender of Israel Award (Verteidiger-Israels-Preis) aus.
Beck galt lange Zeit als Gesicht und Stimme der Tea-Party-Bewegung. Allerdings nahm die Kritik an seiner Person, auch aus dem konservativen Lager, aufgrund immer schrillerer und bizarrerer Äußerungen stetig zu; manche Beobachter stellen denn auch einen massiven Verlust seines politischen Einflusses fest, gerade im Hinblick auf die Wahlen 2012.

### Die Entwicklung seit 2015 und das Verhältnis zu Donald Trump
Seit 2015 begannen sich die von Beck öffentlich vertretenen Positionen in auffälliger Weise zu ändern. Im September 2015 gründete er eine Initiative, den Nazarene Fund, um bis Weihnachten des Jahres 10 Millionen Dollar zu sammeln, mit denen Flüchtlinge aus Syrien in die USA gebracht werden sollten, notfalls auch illegal. Nach drei Wochen waren 6,2 Millionen Dollar zusammengekommen. Damit stellte sich Beck offen gegen weite Teile des konservativen Lagers, die eine Aufnahme syrischer Flüchtlinge grundsätzlich ablehnten.
Im Januar 2016 unterstützte Beck dann öffentlich die Präsidentschaftskandidatur von Ted Cruz, den er als den von Gott erwählten „Gesalbten“ (englisch: anointed) bezeichnete. Nachdem Cruz seinerseits aber die Kandidatur von Donald Trump unterstützt hatte, wandte sich Beck von ihm ab und erwog öffentlich, für Hillary Clinton zu stimmen. Denn bereits seit August 2015 griff er Trump wiederholt scharf an, den er als „sehr gefährlichen Mann“ bezeichnete und dem er vorwarf, in Wahrheit nicht konservative Werte zu vertreten, sondern lediglich nach diktatorischer Macht zu streben. Im Unterschied zur großen Mehrheit der rechtskonservativen Medienvertreter hielt Beck auch nach Trumps Wahl im November 2016 an dieser Position fest, verglich Trump mit Adolf Hitler und gab öffentlich zu Protokoll, sehr zu bedauern, selbst zu der Polarisierung der US-Gesellschaft beigetragen zu haben, die Trumps Wahl erst ermöglicht habe. Trumps engen Berater Steve Bannon nannte Beck bereits im August 2016 den „möglicherweise gefährlichsten Mann in der ganzen amerikanischen Politik“ (englisch: quite possibly the most dangerous man in all of American politics).
Seit Mai 2018 unterstützt er Donald Trump.

## Kritik und Kontroversen
The New York Times beschrieb Glenn Becks Show als eine „Mischung aus moralischen Lektionen, Empörung und einer apokalyptischen Sicht auf die Zukunft“, mit der Beck „die Gefühle einer entfremdeten Schicht von Amerikanern erfasst“.
Im Weekly Standard beschreibt Lee Harris Glenn Becks polarisierte öffentliche Wahrnehmung: „Für seine Bewunderer ist Glenn Beck eine Stimme in der Wildnis, ein Prophet, der uns warnt, dass wir zu lange in der Dunkelheit gewandelt sind.  Für seine Kritiker ist er bestenfalls ein Clown und Narr, und schlechtestenfalls ein gefährlicher Demagoge.“  Diese Kluft zwischen Kritikern und Anhängern Becks steht nach Harris stellvertretend eine größere, die gesamte amerikanische Bevölkerung umfassende „kulturelle Teilung“, zwischen einem „traditionalistischen“ Teil der Bevölkerung, für den „nichts heiliger sein könnte, als Ehre, Patriotismus und Gott“ und einem kulturell linken Bevölkerungsteil, der „bei der bloßen Erwähnung dieser Begriffe Gänsehaut bekommt“. Laut Harris’ Analyse sind die Eigenschaften, die Beck die Abneigung seiner kulturell linken Kritiker einbringen, genau die Gründe für seine Popularität unter den traditionalistischen Amerikanern:

„[J]ene, die Beck oder Palin verurteilen, können nicht erkennen, dass der Grund für ihre Popularität von ihrer unbegrenzten Bereitschaft herrührt, genau jene Werte und Themen zu beschwören und zu verteidigen, die die übermäßig Feinfühligen und Kultivierten für primitiv und schmalzig halten. Genau dann, wenn Beck und Palin sich in den Augen ihrer kultivierten Verächter am allerrüpelhaftesten verhalten, sind sie am ehesten in der Lage, den Applaus ihrer hingebungsvollen Bewunderer zu ernten.“

Der Tagesspiegel titulierte ihn „einen wahnsinnig gewordenen Fanatiker“, wenn er auf Sendung geht.
Die NZZ wies darauf hin, dass Beck ähnlich wie Sarah Palin und andere Protagonisten der Tea Party eigene finanzielle Interessen verfolgt; so verlangte Beck bei seinen öffentlichen Veranstaltungen Eintrittspreise von über 200 Dollar.
Der Schriftsteller Stephen King nannte Beck „Satans geistig behinderten jüngeren Bruder“.
In Reaktion auf Präsident Obamas Aussagen über den Cambridge Police Incident – der Verhaftung des schwarzen Harvard-Professors Henry Louis Gates wegen Belästigung der Allgemeinheit durch die Cambridge-Gemeindepolizei – warf Beck Obama einen anti-weißen Rassismus vor. Obama hatte unmittelbar das Verhalten der Polizei kritisiert (wofür er sich später entschuldigte). Unter Berufung auf Obamas sofortige Beschuldigung der örtlichen Polizei als auch auf seine Zeit mit dem Prediger Jeremiah Wright beschuldigte Beck Obama in einer Fox-Talkshow eines antiweißen Rassismus. Obama habe wiederholt „einen tiefsitzenden Hass gegen weiße Menschen oder die weiße Kultur“ gezeigt. Später entschuldigte sich Beck öffentlich in der Nachrichtensendung Fox News Sunday with Chris Wallace für seine Vorwürfe.
Nach dem Anschlag auf ein Jugendzeltlager der norwegischen Arbeiterpartei 2011 mit über 60 Toten handelte sich Beck mit folgender Bemerkung in seiner Radioshow Kritik ein: „Dort gab es eine Schießerei in einem politischen Zeltlager, was sich ein bisschen wie die Hitlerjugend oder so anhört. Ich meine: wer macht ein Zeltlager für Jugendliche, in dem es nur um Politik geht? Verstörend.“ Kritiker bemerkten unter anderem, auch die von Beck gegründete Organisation „9-12 Project“ veranstalte politische Jugendcamps. In demselben Beitrag brachte Beck den Terrorschützen in Zusammenhang mit seinem zentralen Thema „big government“ (sinngemäß etwa: großer Staatsapparat bzw. starker Staat): Der norwegische Attentäter sei ein Anhänger von „big government“ und habe daher getan, was alle täten, die einen starken Staat wollten: Terror ausüben. Der Vergleich zwischen dem Jugendlager in Norwegen und der Hitler-Jugend wurde in Norwegen scharf kritisiert. Der angesehene norwegische politische Kommentator Frank Aarebrot nannte Beck einen „vulgären Propagandisten“ und einen „Faschisten“. Torbjørn Eriksen, ehemaliger Regierungssprecher Jens Stoltenbergs, sagte, dass Beck einen neuen Tiefpunkt erreicht habe. Becks Kommentare seien „ignorant, inkorrekt und extrem verletzend“.
Im Januar 2011 unterzeichneten 400 Rabbiner einen in der Washington Post veröffentlichten offenen Brief, in dem sie gegen ihrer Ansicht nach unangemessene Verweise auf den Holocaust und die Nazis durch Glenn Beck und Roger Ailes protestierten. Der Brief erklärt: „[M]an verringert die Erinnerung und die Bedeutung des Holocaust, wenn man ihn dazu gebraucht, um jede Person oder Organisation zu diskreditieren, deren Ansichten man nicht teilt. Und genau das hat Fox News in den letzten Wochen getan.“ Die Veröffentlichung des Briefes wurde von den Jewish Funds for Justice, einer dem Reformjudentun angehörenden politischen Organisation, finanziert. In Reaktion darauf verglich Glenn Beck am 22. Februar 2012 Rabbiner des Reformjudentums mit dem radikalen Islam. Ihnen gehe es weniger um Religion als um Politik. Die Anti-Defamation League kritisierte ihn dafür scharf.
Zwei Tage später, am 24. Februar 2011, entschuldigte sich Beck öffentlich für seine Aussagen.
Die britische ArtReview zählte Beck 2009 zu den 100 einflussreichsten Menschen in der Kunstwelt.

### Satire und Parodien
Am 13. März 2009 hielt Glenn Beck in seiner Show eine Rede, die in der Erklärung gipfelte, dass er Amerika liebe und um das Land fürchte, wobei der Moderator zu schluchzen anfing und sich eine Träne aus einem Augenwinkel wischte. Der Auftritt löste in den USA Kontroversen aus, ob die Träne echt war. Der Satiriker Stephen Colbert karikierte diesen Auftritt in seiner Show mit den Worten „Ich liebe die geistige Gesundheit von Glenn Beck, und ich fürchte um sie.“ Dieser Vorfall wurde auch Teil einer ausgiebigen Parodie, in der Jon Stewart Glenn Becks assoziative Präsentationsweise als „manipulativ“ kritisierte und sie in der Nähe von Verschwörungstheorien verortete.
Der Vorfall wie auch die gesamte Person Glenn Becks wurde auch in einer Folge der Zeichentrickserie Die Simpsons parodiert. In der Folge Politically Inept darf Homer Simpson eine eigene Politsendung auf Fox News moderieren und verhält sich hierbei wie eine karikierte Version von Glenn Beck.
In der Zeichentrickserie South Park wurde seine Tätigkeit als Kommentator auf Fox News persifliert. In der Episode Der mit dem Schlumpf tanzt lautete das Resümee:

„Nur weil einer vor der Kamera steht und ein Buch veröffentlicht hat, heißt das noch lange nicht, dass er weiß, wovon er spricht.“